# Ludvik Pobožni
Ludvik Pobožni (znan tudi kot Ludvik I., Ludvik Pravični in Ludvik Dobrodušni), je bil kralj Akvitanije (781-814) in kralj in cesar Frankov (814-840), * 778, Chasseneuil-du-Poitou pri Poitiersu, † 20. junij 840, Ingelheim.
Bil je sin frankovskega cesarja Karla Velikega in njegove druge žene Hildegarde.

## Kralj Akvitanije
Ludvika je oče Karel Veliki že pri treh letih imenoval za kralja Akvitanije, ki je bila v tistem  času mejno ozemlje proti Al Andaluzu, arabski državi na Pirenejskem polotoku.  V tamkajšnje dogodke se je prvič aktivno vključil po padcu Barcelone leta 797, ko se je začel pripravljati na osvojitev izgubljenega mesta.  V dve leti trajajočem vojnem pohodu mu je leta 801 uspelo osvojiti Barcelono. V Akvitaniji se zatem je začelo obdobje miru, ki so ga  prekinjale samo občasne zahteve Karla Velikega po vojnih pohodih v Italijo proti Beneventu in Bizantinskemu cesarstvu. Ludvik kot tretji sin ni mogel pričakovati, da bo kdaj nasledil cesarsko krono, po smrti bratov Pipina leta 810 in Karla leto kasneje  pa je postal prestolonaslednik.

## Cesar
Ob smrti Karla Velikega leta 814 je bil Ludvik edini preživeli Karlov sin, zato je skladno s frankovskimi običaji podedoval celo cesarstvo razen Italije, kjer je vladal odvisni kralj Bernard Langobardski, sin Pipina Italijanskega. 
Ob prevzemu oblasti je imel 36 let. Bil je bolj izobražen od Karla, vendar ni imel njegove energije, odločnosti in samostojnosti in je pogosto sprejemal prenagljene in protislovne odločitve ali deloval pod vplivom močnih osebnosti, predvsem svojih žena in duhovščine.  
Zgleda, da so se v zadnjih letih Karlove vladavine med državnimi uslužbenci razmahnile številne zlorabe oblasti, zato je Ludvik takoj po prihodu na prestol uvedel številne personalne spremembe v državnem aparatu, dvoru in pokrajinah. Svoje razvratne sestre je prisilil, da so odšle v samostan. Posebni vladarjevi odposlanci, missi dominici, ki so v času Karla Velikega občasno nadzirali dogajanja v pokrajinah, so dobili nalogo, da popravljajo krivice in zlorabe. Za svojega kanclerja je imenoval Helisaharja, ki je to dolžnost opravljal že med njegovim vladanjem v Akvitaniji. 

### Odnosi s cerkvijo
Ludvik je poskušal svojo željo po moralnosti državne prave in družbe v svoji državi izpolniti  s pomočjo cerkve. Svojega najbolj zaupnega svetovalca, opata Benedikta Anijanskega, je pripeljal v enega od samostanov v bližini Aachna in mu omogočil, da postane ena od najbolj vplivnih oseb v frankovski  državi. Po izdajalski usmrtitvi kralja Italije Bernarda je Ludvik začutil globoko kesanje, ki se je po ženini smrti sprevrglo v fanatičnost. Ženino smrt je doživljal kot božjo kazen za storjeni greh in njegova vladavina je dobila skoraj samostanske značilnosti. Cerkev in cerkvene redove je zasipal z bogatimi darili, vendar je hkrati od njih zahteval strožjo disciplino.  Za razliko od Karla Velikega, ki je bil vnet razširjevalec krščanstva, vendar je od cerkve in samega papeža  zahteval strogo pokornost, je  bila Ludvikova vladavina povsem odvisna od duhovščine. Papež Pashal I. od Ludvika ni dobil samo potrditve vseh dotedanjih pravic rimske cerkve, ampak tudi popolno izvzetje Rima iz jurisdikcije cesarske oblasti, s čimer je popolnoma ugasnila cesarjeva pravica za sodelovanje pri izboru papeža.
Papeštvo kljub temu ni želelo oslabiti cesarjeve oblasti, ker je potrebovalo vdanega in močnega zaščitnika. Da bi se to tudi javno pokazalo, je bil na pobudo duhovščine sprejet poseben odlok, Ordinatio imperii, s katerim je bil  iz Ludvikovega naslova črtan naslov »kralj Frankov in Langobardov«. Obdržal se je samo cesarski naslov »Imperator Augustus«.

### Lotar
Neomejen vpliv cerkve je povzročil globoko nezadovoljstvo med pristaši politike Karla Velikega, ki je bil zaščitnik cerkve, vendar ni postal odvisen od nje. Skupina pristašev je dosegla, da je bil najstarejši Karlov sin Lotar poslan v Italijo, da bi uredil tamkajšnje stanje. Lotar je v Italiji izvedel številne personalne spremembe in okrepil frankovsko državno upravo. Njegov največji dosežek je bil obnovitev cesarske oblasti nad Rimom. Leta 824 je  objavil statut Constitutio Romana, po katerem je papež imel pravico imenovati ljudi v svoji državi, vendar je moral zato dobiti cesarjevo odobritev.  Vsak papež je moral po svoji izvolitvi preko cesarjevega predstavnika  cesarju priseči zvestobo. Papeštvo je s temi ukrepi ponovno postalo odvisno od cesarske oblasti.  Lotarjev uspeh je tako navdušil pristaše močne cesarske oblasti, da so leta 825 Ludvika nagovorili, naj Lotarju podeli cesarski naslov in ga imenuje za svojega sovladarja.

### Vojne
Ena od največjih vojnih operacij med vladavino Ludvika Pobožnega je bila zadušitev upora kneza Spodnje Panonije Ljudevita Posavskega, ki se je začel leta 818 zaradi nasilja furlanskega vojvode Kadaloha. Kadalohu so bile podrejene tudi slovanske kneževine, v katerih je nasilno širil vpliv Frankov in preprečeval širjenje vpliva Bizantinskega cesarstva. Upor je bil zadušen šele leta 822. Ljudevit Posavski je pobegnil k Srbom in od tam v Dalmacijo, kjer so ga ubili. 
V tem času so se tudi druga ljudstva na mejah Frankovskega cesarstva začela zavedati, da to ni več država Karla Velikega, ampak njena zelo oslabljena zapuščina. S takšnim stanjem so se okoristili zlasti Benevento, Danci, Bretonci in Lužiški Srbi. 

### Razsulo
V tem času je v cesarstvu nastala težka kriza zaradi delitve ozemlja in oblasti med Ludvikove sinove. Leta 823 se je Ludviku v drugem zakonu rodil sin Karel,  polbrat starejših treh sinov.  Ludvik je pod pritiskom njegove matere leta 829 iz Lotarjevega ozemlja izdvojil Alemanijo, Elzas, Retijo in del Burgundije in jih kot dediščino namenil Karlu.  Starejši Ludvikovi sinovi so zato leta 830 izvedli državni udar in očeta prisilili, da je preklical odločitev iz leta 829. Oblast v državi je de facto prevzel Lotar, odstavljeni Ludvik pa je živel skoraj kot zapornik, obdan z redovniki, ki so imeli nalogo prepričati ga, da se odreče oblasti in odide v samostan.
Do tedaj složni Ludvikovi starejši sinovi so se začeli prepirati zaradi Lotarjevega prvenstva, zato sta Pipin Akvitanski in Ludvik Nemški že leta 831 omogočila očetu, da se vrne na oblast.  Ludvik je tretjič razdelil državo. Pipinov in Ludvikov delež sta se povečala, Karlu so pripadla ozemlja, ki jih je dobil leta 829, Lotarju pa je dobil samo Italijo. 
Zveza med brati je popolnoma razpadla,  ker so bratje poskušali povečeti dobljena ozemlja. Pipin in Ludvik sta zaradi sovraštva do Karla prestopila na Lotarjevo stran. Ludvika so leta 833 s pomočjo papeža odstavili. Sledila je četrta delitev države, v kateri je Karel ostal brez vsega, Lotarju pa so priznali cesarski naslov.
Zelo slabo Lotarjevo ravnanje z očetom je izzvalo nezadovoljstvo Ludvika Nemškega. Njegova vojske je leta 835 potisnila Lotarja v Italijo  in vrnila Ludvika na oblast. Sledila je peta delitev države.
Znatno povečano Karlovo ozemlje je sprožilo spore z Ludvikom Nemškim, ki so se končali  leta 838 s šesto delitvijo države, smrt Pipina Akvitanskega pa je povzročila še sedmo delitev.
Ludvik Pobožni je pred smrtjo spoznal, da je samo Lotar sposoben braniti interese njegovega najljubšega sina Karla, zato je leta 839 svoje cesarstvo razdelil med Lotarja in Karla, Ludvik Nemški pa je ostal brez vsega. Sledil je njegov upor proti očetu, ki je sredi nemirov 20. junija 840 umrl.

## Dokončna delitev cesarstva
Po smrti Ludvika Pobožnega je izbruhnila državljanska vojna za nasledstvo, ki se je končala  leta 843 s podpisom Verdunske pogodbe: Karel Plešasti je dobil sedanjo Francijo, Lotar kot najstarejši Italijo in cesarsko krono, Ludvik pa ozemlje, na katerem je kasneje nastala Nemčija. 
| Ludvik Pobožni Karolinška dinastija Rojen: 778 Umrl: 20. junij 840 |                                     |                           |
| Predhodnik: Karel Veliki                                           | Kralj Zahodne Frankovske (Francije) | Naslednik: Karel Plešasti |
| Predhodnik: Karel Veliki                                           | Cesar Svetega rimskega cesarstva    | Naslednik: Lotar I.       |
| Predhodnik: Karel Veliki                                           | Kralj Vzhodne Frankovske (Nemčija)  | Naslednik: Ludvik Nemški  |

## Družina
S Teodelindo Sensko, hčerko senskega grofa Gainfroia,  je imel dva nezakonska otroka:
- Alfeido (Elpeido ali Alpaido)  (verjetno 794-23. julij neznanega leta, verjetno po 29. maju 852), vdovo grofa Bega, opatinjo samostana Saint-Pierre-le-Bas v Reimsu, in
- Arnulfa Senskega (verjetno 794-marec/april 841), senskega  grofa.

S prvo ženo, Ermengardo (ali Irmingardo)  Hesbajsko (780-818), s katero se je poročil  leta 794, je imel tri sinove in dve hčerki:
- Lotarja (795–855), cesarja,
- Pipina  (803–838), kralja Akvitanije,
- Rotrudo (* verjetno 800),
- Hildegardo (* verjetno 7802/804-po oktobru 841, verjetno 23. avgusta 860), opatinjo Notre-Dame (verjetno  Notre-Dame de Laon), in
- Ludvika (806–876), kralja Vzhodne Frankovske.

Z drugo ženo, Judito Bavarsko, je imel hčerko in sina:
- Gizelo, poročeno z Eberhardom I. Furlanskim, in
- Karla , kralja Zahodne Frankovske.

## Družinsko drevo
|  |                       |  |  |  |  |  |  |  |  |  |  |  |  |  |  |  |
|  | 16. Pipin Herstalski  |  |  |  |  |  |  |  |  |  |  |  |  |  |  |  |
|  |                       |  |  |  |  |  |  |  |  |  |  |  |  |  |  |  |
|  |                       |  |  |  |  |  |  |  |  |  |  |  |  |  |  |  |
|  | 8. Karel Martel       |  |  |  |  |  |  |  |  |  |  |  |  |  |  |  |
|  |                       |  |  |  |  |  |  |  |  |  |  |  |  |  |  |  |
|  |                       |  |  |  |  |  |  |  |  |  |  |  |  |  |  |  |
|  | 17. Alpaida           |  |  |  |  |  |  |  |  |  |  |  |  |  |  |  |
|  |                       |  |  |  |  |  |  |  |  |  |  |  |  |  |  |  |
|  |                       |  |  |  |  |  |  |  |  |  |  |  |  |  |  |  |
|  | 4. Pipin Mali         |  |  |  |  |  |  |  |  |  |  |  |  |  |  |  |
|  |                       |  |  |  |  |  |  |  |  |  |  |  |  |  |  |  |
|  |                       |  |  |  |  |  |  |  |  |  |  |  |  |  |  |  |
|  | 9. Rotruda Trierska   |  |  |  |  |  |  |  |  |  |  |  |  |  |  |  |
|  |                       |  |  |  |  |  |  |  |  |  |  |  |  |  |  |  |
|  |                       |  |  |  |  |  |  |  |  |  |  |  |  |  |  |  |
|  | 2. Karel Veliki       |  |  |  |  |  |  |  |  |  |  |  |  |  |  |  |
|  |                       |  |  |  |  |  |  |  |  |  |  |  |  |  |  |  |
|  |                       |  |  |  |  |  |  |  |  |  |  |  |  |  |  |  |
|  | 10. Karibert Laonski  |  |  |  |  |  |  |  |  |  |  |  |  |  |  |  |
|  |                       |  |  |  |  |  |  |  |  |  |  |  |  |  |  |  |
|  |                       |  |  |  |  |  |  |  |  |  |  |  |  |  |  |  |
|  | 21. Bertrada Prümska  |  |  |  |  |  |  |  |  |  |  |  |  |  |  |  |
|  |                       |  |  |  |  |  |  |  |  |  |  |  |  |  |  |  |
|  |                       |  |  |  |  |  |  |  |  |  |  |  |  |  |  |  |
|  | 5. Bertrada Laonska   |  |  |  |  |  |  |  |  |  |  |  |  |  |  |  |
|  |                       |  |  |  |  |  |  |  |  |  |  |  |  |  |  |  |
|  |                       |  |  |  |  |  |  |  |  |  |  |  |  |  |  |  |
|  | 1. Ludvik Pobožni     |  |  |  |  |  |  |  |  |  |  |  |  |  |  |  |
|  |                       |  |  |  |  |  |  |  |  |  |  |  |  |  |  |  |
|  |                       |  |  |  |  |  |  |  |  |  |  |  |  |  |  |  |
|  | 6. Gerold Vinzgouwški |  |  |  |  |  |  |  |  |  |  |  |  |  |  |  |
|  |                       |  |  |  |  |  |  |  |  |  |  |  |  |  |  |  |
|  |                       |  |  |  |  |  |  |  |  |  |  |  |  |  |  |  |
|  | 3. Hildegarda         |  |  |  |  |  |  |  |  |  |  |  |  |  |  |  |
|  |                       |  |  |  |  |  |  |  |  |  |  |  |  |  |  |  |
|  |                       |  |  |  |  |  |  |  |  |  |  |  |  |  |  |  |
|  | 28. Huoching          |  |  |  |  |  |  |  |  |  |  |  |  |  |  |  |
|  |                       |  |  |  |  |  |  |  |  |  |  |  |  |  |  |  |
|  |                       |  |  |  |  |  |  |  |  |  |  |  |  |  |  |  |
|  | 14. Hnabi             |  |  |  |  |  |  |  |  |  |  |  |  |  |  |  |
|  |                       |  |  |  |  |  |  |  |  |  |  |  |  |  |  |  |
|  |                       |  |  |  |  |  |  |  |  |  |  |  |  |  |  |  |
|  | 7. Ema Alemanska      |  |  |  |  |  |  |  |  |  |  |  |  |  |  |  |
|  |                       |  |  |  |  |  |  |  |  |  |  |  |  |  |  |  |
|  |                       |  |  |  |  |  |  |  |  |  |  |  |  |  |  |  |

### Primarna vira
- Vita Hludovici Imperatoris, glavni vir za njegovo vladavino, ki ga je okoli leta 840 napisal neznan avtor z vzdevkom Astronom.
- Tegan Trierski. Vita Hludowici Imperatoris.

### Drugi viri
- Booker, Courtney M. (2009). Past Convictions: The Penance of Louis the Pious and the Decline of the Carolingians. University of Pennsylvania Press. ISBN 978-0-8122-4168-6.
- De Jong, Mayke. The Penitential State: Authority and Atonement in the Age of Louis the Pious, 814–840. New York, Cambridge University Press, 2009.
- Depreux, Philippe. Prosopographie de l'entourage de Louis le Pieux (781–840). Sigmaringen, Thorbecke, 1997.
- Eichler, Daniel. Fränkische Reichsversammlungen unter Ludwig dem Frommen. Hannover,  Hahnsche Buchhandlung, 2007 (Monumenta Germaniae Historica Studien und Texte, 45).
- Ganshof, François-Louis. The Carolingians and the Frankish Monarchy. 1971.
- Godman, Peter, Roger Collins (urednika). Charlemagne's Heir: New Perspectives on the Reign of Louis the Pious (814–840). Oxford in New York, Clarendon Press, 1990.
- Oman, Charles. The Dark Ages 476–918. London, 1914.